# Kumogakure-ryū Ninpō
Kumogakure-ryū Ninpō Happo Hiken ("Escuela del secreto en las nubes") es una de las nueve escuelas de artes marciales dentro de la esfera bujinkan, especializado en el ninjutsu. Fue fundado en el siglo XVI por Heinaizaemon Ienaga Iga.
Los movimientos del taijutsu son similares a los togakure posiblemente porque los fundó el clan Toda quien tenía los pergaminos de Togakure ryu ninpo, en el combate se utilizan saltos, bloqueos y golpes dobles
El Kumogakure-ryū tiene armas especiales incluyendo el Ippon Sugi Noburi, una especie de azadón, y el Kamayari, o lanza en forma de gancho. Las técnicas sin armas son similares al Togakure Ryu.
Según la edición de 1968 del Bugei Ryuha Daijiten, Masaaki Hatsumi es el actual Sōke (director) del Ryū, del cual obtuvo el título por Takamatsu Toshitsugu. El Sōke Hatsumi no ha tenido pupilos que estudien este arte desde entonces, y el Kumogakure-ryū puede estar en peligro de extinción.